# Мара Скрівеле
Мара Скрівеле (латис. Māra Skrīvele; *5 лютого 1935, Латвія) — латвійський селекціонер. Доктор сільськогосподарських наук. Голова правління Латвійської асоціації садівників. Автор понад 240 наукових і науково-популярних праць.

## Біографія
Співавтор не зареєстрованих сортів яблук:
- Iedzēnu;
- Alro;
- Forele;
- Stars;
- Sarma

груш:
- Kursa

Зареєстрованих сортів яблук:
- Ilga (ABE1);
- Atmoda;
- Magone

груш:
- Lāse.

Закінчила Педагогічний інститут і Латвійський університет. Лауреат конкурсу «Sējējs» (1996).

## Нагороди
- Орден Трьох Зірок 5 ступеня;